# Caravaggio (Film)
Caravaggio ist eine Filmbiografie des Regisseurs Derek Jarman über den italienischen Maler Michelangelo Merisi da Caravaggio. Gedreht wurde das Drama im Jahr 1986 in verlassenen Lagerhäusern entlang der Themse in London mit einem Budget in Höhe von 715.000 US-Dollar vom Britischen Filminstitut.
So wie Caravaggio selbst biblische Figuren gelegentlich in Kleidung des 17. Jahrhunderts malte, lässt Jarman in seinen Historienfilm Details des 20. Jahrhunderts einfließen, unter anderem eine Bar, die mit elektrischem Licht beleuchtet wird. Außerdem tauchen mechanische Schreibmaschinen, Eisenbahngeräusche, ein Moped, Zigaretten, ein LKW sowie ein elektronischer Taschenrechner auf.
Die Handlung ist ein raffiniertes Konstrukt aus durch Quellen gesicherten Ereignissen, biografischen Fakten, Mutmaßungen, Legenden und reiner Fiktion. Jarman verknüpft diese Elemente zu einer atmosphärisch dichten und plausiblen Geschichte ohne Anspruch auf historische Wahrheit.

## Handlung
Der verarmte Maler Caravaggio liegt 1610 in Porto Ercole auf dem Sterbebett. Seine Gedanken schweifen zurück in sein kurzes Leben voller Leidenschaft, seine Kindheit auf der Straße, die Gönnerschaft durch Kardinal del Monte, seine Beziehung zu Ranuccio, der ihm für viele seiner Darstellungen von Märtyrern Modell stand. Es werden mehrere Rückblenden auf verschiedene Episoden aus dem Leben des Malers verwendet.
Nach seiner Malerausbildung zieht der 1571 in Caravaggio, Provinz Bergamo geborene Maler Michelangelo Merisi nach Rom. Seinen Künstlernamen Caravaggio legt er sich nach dem Herkunftsort seiner Eltern zu. Erfolglos und krank liegt er in einem Krankenhaus. Hier entdeckt Kardinal Del Monte das Talent des Künstlers, der sich selbst als Bacchus porträtierte. Del Monte nimmt den jungen Maler in seine Obhut, und schon bald erhält dieser wichtige öffentliche Aufträge.
Sein Umgang und die ungewöhnlich realitätsbezogenen Darstellungen machen ihn jedoch zur Zielscheibe zahlreicher Angriffe, vor denen ihn die Macht des reichen Bankiers Giustiniani beschützt.
Als Modelle für seine intensiven, überwiegend religiösen Werke wählt Caravaggio Leute von der Straße, Säufer, Arme, Diebe, Prostituierte. Die Bekanntschaft des Spielers Ranuccio und dessen Geliebter, der Prostituierten Lena, macht der Maler in einem Gasthaus. Er lässt sich auf eine brisante Dreierbeziehung ein und engagiert die beiden als Modelle. Lena lernt den einflussreichen Kardinal Borghese kennen und lässt sich mit diesem ein, gerade als Caravaggio sie als Maria Magdalena porträtiert. Dies setzt eine Spirale der Gewalt in Bewegung.
Als Lena schwanger wird, steht nicht fest, wer eigentlich der Vater ist. Sie verlässt ihre beiden Liebhaber, um mit der Begründung zu Borghese zu gehen, Ranuccio und Caravaggio hätten ja einander.
Als sie später tot aufgefunden wird, ertränkt im Tiber, wird Ranuccio verhaftet und des Mordes angeklagt, obwohl dieser beteuert, dass er unschuldig sei. Caravaggio glaubt an seine Unschuld und verbreitet Gerüchte, dass Borghese, der Neffe des Papstes, den Mord begangen habe. Er schafft es, eine Audienz beim Papst zu erhalten und diesem eine Petition zu übergeben. Von diesem wird er beschimpft hinsichtlich seiner Homosexualität und seines Lebenswandels und wegen der unleidlichen Tomassoni-Affäre. Es wird ihm aber mitgeteilt, wenn sein nächstes Bild des Papstes Anerkennung erlange, würde Ranuccio aus der Haft entlassen.
Wie besessen malt Caravaggio die bei ihm im Studio aufgebahrte tote Lena, und vollendet das Gemälde unter dem Titel Der Tod Mariens. Kaum hat der sich wieder in Freiheit befindende Ranuccio den Raum betreten, amüsiert er sich, dass sie „die ordentlich aufs Kreuz gelegt hätten“. Als der verwirrte Freund ihn fragt, wie er das meine, fragt sein Modell, ob er denn blind sei, natürlich sei er es gewesen, der Lena umgebracht habe. Er habe es aus Liebe zu Caravaggio getan, für sie beide. Im Affekt schlitzt Caravaggio daraufhin Ranuccio die Kehle auf.
Es beginnt für den Künstler eine vierjährige Flucht, immer in Begleitung des treuen Dieners Jerusaleme, den er als Kind für seine Dienste als Malergehilfe gekauft hatte und welcher bis zu Caravaggios Tod bei ihm ausharrt.

## Auszeichnungen
Der Regisseur und Drehbuchautor Derek Jarman gewann bei der Berlinale 1986 den C.I.D.A.L.C.-Award und den Silbernen Bären sowie 1987 beim International Istanbul Film Festival den Spezialpreis der Jury.
Das British Film Institute wählte Caravaggio im Jahr 1999 auf Platz 93 der besten britischen Filme aller Zeiten.

## Kritik
- Caravaggio bei www.film.at